# Orange (Nova Jérsei)
Orange é uma Região censo-designada localizada no estado americano de Nova Jérsei, no Condado de Essex.

## Demografia
Segundo o censo americano de 2000, a sua população era de 32.868 habitantes.

## Geografia
De acordo com o United States Census Bureau tem uma área de
5,7 km², dos quais 5,7 km² cobertos por terra e 0,0 km² cobertos por água. Orange localiza-se a aproximadamente 93 m acima do nível do mar.

## Localidades na vizinhança
O diagrama seguinte representa as localidades num raio de 8 km ao redor de Orange.